# 裏化廳
裏化廳，是清代四川邊陲的一個行政區，屬康安道康定府，駐同知。在府西六百四十里。裏塘宣慰、宣撫司地。福康安援藏，置裏塘軍糧府，設糧台，為邊藏六台之一。五十七年置裏塘糧務委員。光緒三十二年（1906年）設裏化縣。三十四（1908年）升廳。治所即今四川理塘縣駐地高城鎮。1951年改為理塘縣。